# Congor Bay
Congor Bay är en vik på Barbados.   Den ligger i parishen Saint John, längs öns nordostkust, 17 km nordost om huvudstaden Bridgetown. 